# II Legislatura da Terceira República Portuguesa

Diagrama das bancadas.

A II Legislatura foi a legislatura da Assembleia da República Portuguesa resultante das eleições legislativas de 5 de outubro de 1980.